# Invasions mongoles du Japon
Invasions mongoles
Les invasions mongoles du Japon (元寇, Genkō) de 1274 et 1281 sont des opérations militaires majeures entreprises par Koubilaï Khan pour conquérir l'archipel japonais après sa conquête de la Corée.
Malgré leur échec, ces tentatives d'invasion ont eu une grande importance historique ; elles marquent le terme de l'expansion mongole et restent des événements de dimension nationale dans l'histoire du Japon : elles sont ce que le Japon a connu de plus proche d'une invasion dans les 1 500 dernières années en dehors de l'épisode des navires noirs en 1853, liée à la politique de la canonnière des États-Unis qui marque la fin de l'ère Edo et à la signature de traités inégaux, et de l'occupation américaine du Japon après la Seconde Guerre mondiale. De nombreuses œuvres de fiction y font référence ; on peut aussi remarquer que ce sont les premières circonstances où le terme de kamikaze (« vent divin ») a été utilisé.

## Historique

### Contexte
En 1231, les Mongols envahissent la Corée, et après trente ans de guerre, la Corée signe un traité en faveur de la dynastie Yuan, fondée par le Mongol et empereur de Chine Koubilaï Khan en 1260, il installe sa capitale en 1264 à Qanbaliq (aujourd'hui Pékin) pris aux Khitans quelques décennies auparavant. Dès 1270, la relation tributaire se renforce et permet d'envisager l'invasion du Japon se trouvant sous l'influence directe de la dynastie Song.

### Les prémices (1266-1273)

#### Ambassades mongoles de 1266 et 1268
En 1266 deux lettres officielles réclament par la menace l'ouverture de relations amicales entre l'Empire mongol et le Japon, mentionnant notamment : « il nous déplairait d'avoir à user de la force ». Cependant, les dirigeants de Kamakura refusent de concéder à la menace. 
D'autres émissaires sont envoyés en 1268, revenant les mains vides comme leurs prédécesseurs. Tous ces émissaires rencontrent le chinzei-bugyō, ou « Commissaire à la défense de l'Ouest », qui transmet le message au shogun à Kamakura, et à l'empereur à Kyōto. À la suite de cela, un certain nombre de messages sont envoyés par des émissaires coréens et mongols[réf. nécessaire].

#### Réaction du gouvernement japonais
C'est le fait que les samouraïs du shogunat de Kamakura ont récemment pris le contrôle du Japon et n'ont aucune connaissance en politique étrangère qui détermine leur réaction. En effet, alors que la Cour impériale de Kyōto envisage de céder à la menace, le jeune shikken Hōjō Tokimune refuse fermement, appuyé par des moines bouddhistes qui ont séjourné en Chine,.
Le régent ordonne à tous ceux qui possèdent des fiefs à Kyūshū, la région la plus proche de la Corée et donc la plus susceptible d'être attaquée, de retourner dans leurs terres, et fait déplacer les troupes de Kyūshū vers l'ouest, pour protéger les zones de débarquement les plus probables. De grands services de prières sont aussi organisés et la plupart des affaires du gouvernement cessent pour faire place à la gestion de la crise.

#### Préparatifs mongols
En 1268, l'empire mongol ne dispose pas encore des ressources nécessaires à la constitution d'une flotte et d'une armée d'invasion. La préparation de l'invasion prend donc quelques années.
En 1273, Koubilaï Khan envoie en Corée une force qui doit servir d'avant-garde, mais cette armée se trouve incapable de subvenir à ses besoins dans la campagne coréenne et doit retourner se ravitailler en Chine.

### L'invasion de 1274
En 1274, la flotte mongole prend la mer, avec environ 15 000 soldats mongols et chinois et 8 000 guerriers coréens, dans 300 grands vaisseaux et 400 à 500 plus petits. Les Japonais ne disposant pas de forces navales, les Mongols prennent facilement les îles de Tsushima et d'Iki, et débarquent le 19 novembre dans la baie de Hakata, non loin de Dazaifu, l'ancienne capitale administrative de Kyūshū.
Le lendemain a lieu la bataille de Bun'ei (文永の役), aussi connue sous le nom de « bataille de la baie de Hakata ». Les Mongols, avec leur armement, incluant des explosifs chinois qui impressionnent les Japonais, leur tactique supérieure et leurs troupes plus nombreuses, débordent la petite garnison de samouraïs qui doit se réfugier dans la forteresse de Dazaifu. Ce premier combat ne dure qu'une journée, cependant la retraite des japonais est insuffisante pour permettre aux mongols d'installer un campement terrestre. Ils regagnant leurs navires pour la nuit en désertant le champ de bataille, ce qui permet aux japonais de reprendre le terrain.
Cette retraite s'effectue à la hâte et serait le fruit de tensions parmi les auxiliaires coréens et chinois qui constituent la majorité de l'armée. Selon les sources coréennes, une tempête endommage gravement la flotte et force les Mongols à renoncer à l'invasion. La rapidité de cette retraite pousse certains historiens, notamment Stephen Turnbull, à affirmer que l'attaque n'était guère plus qu'une reconnaissance des forces ennemies.

### Les années 1275-1281

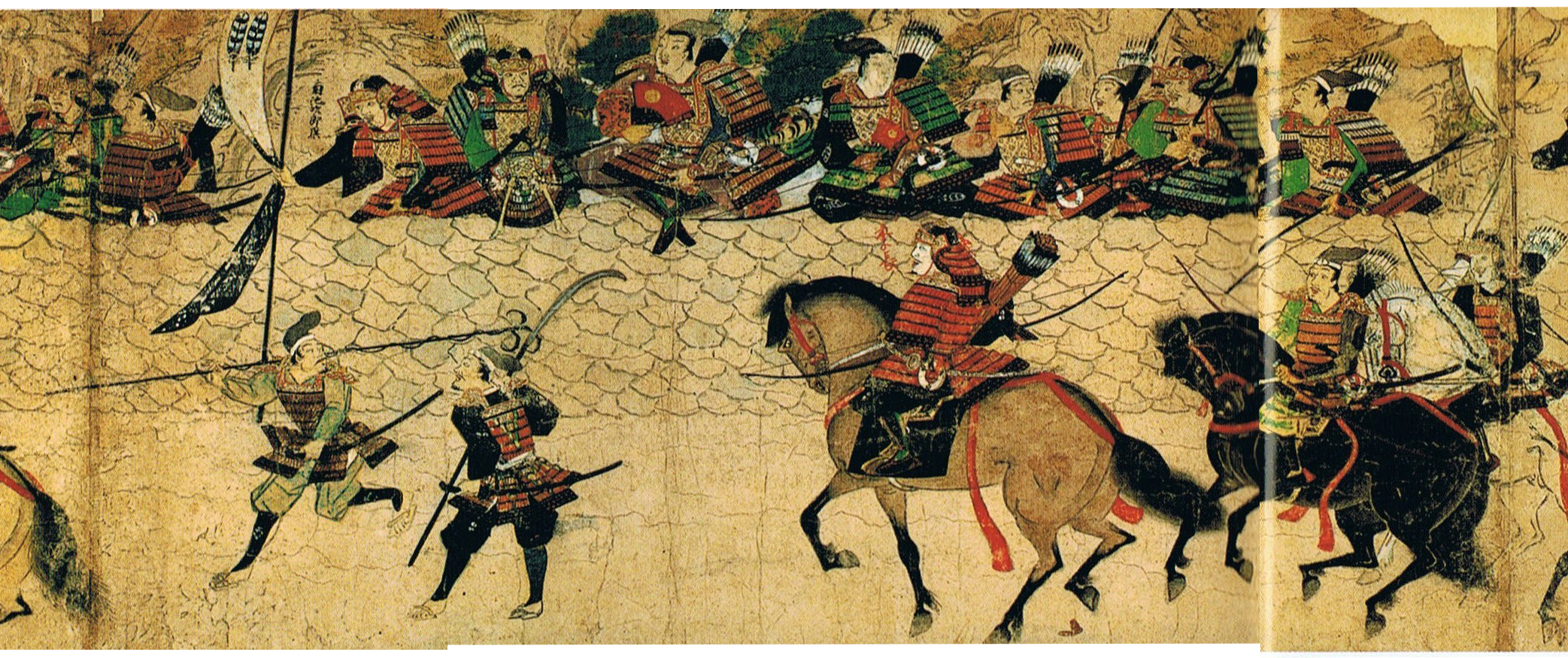
Mur défensif à Hakata. vers 1293.

À partir de 1275, le bakufu augmente ses efforts pour préparer la défense contre l'inévitable invasion à venir. Tout en améliorant l'organisation des samouraïs de Kyūshū, il ordonne la construction de forts et d'autres structures défensives en de nombreux points du littoral, y compris Hakata. La construction d'une muraille défensive, le Genkōbori, le long des côtes nord de Kyūshū, est entreprise, aux frais des samouraïs, qui ne sont pour la plupart pas des gokenin mais des guerriers indépendants du gouvernement, anciens membres ou vassaux des Taira.
Pendant ce temps, le roi de Corée tente à plusieurs reprises de négocier avec les Mongols, espérant les décourager de faire d'autres tentatives pour envahir le Japon à cause des dépenses militaires.  
En 1279, les Mongols prennent le sud de la Chine et s'emparent de l'armée et de la flotte de la dynastie Song. Koubilaï peut maintenant envisager une nouvelle invasion du Japon, avec ses deux flottes, celle de l'Est (15 000 marins et 25 000 soldats à bord de 900 vaisseaux) et celle du Sud, presque quatre fois plus nombreuse.

### L'invasion de 1281

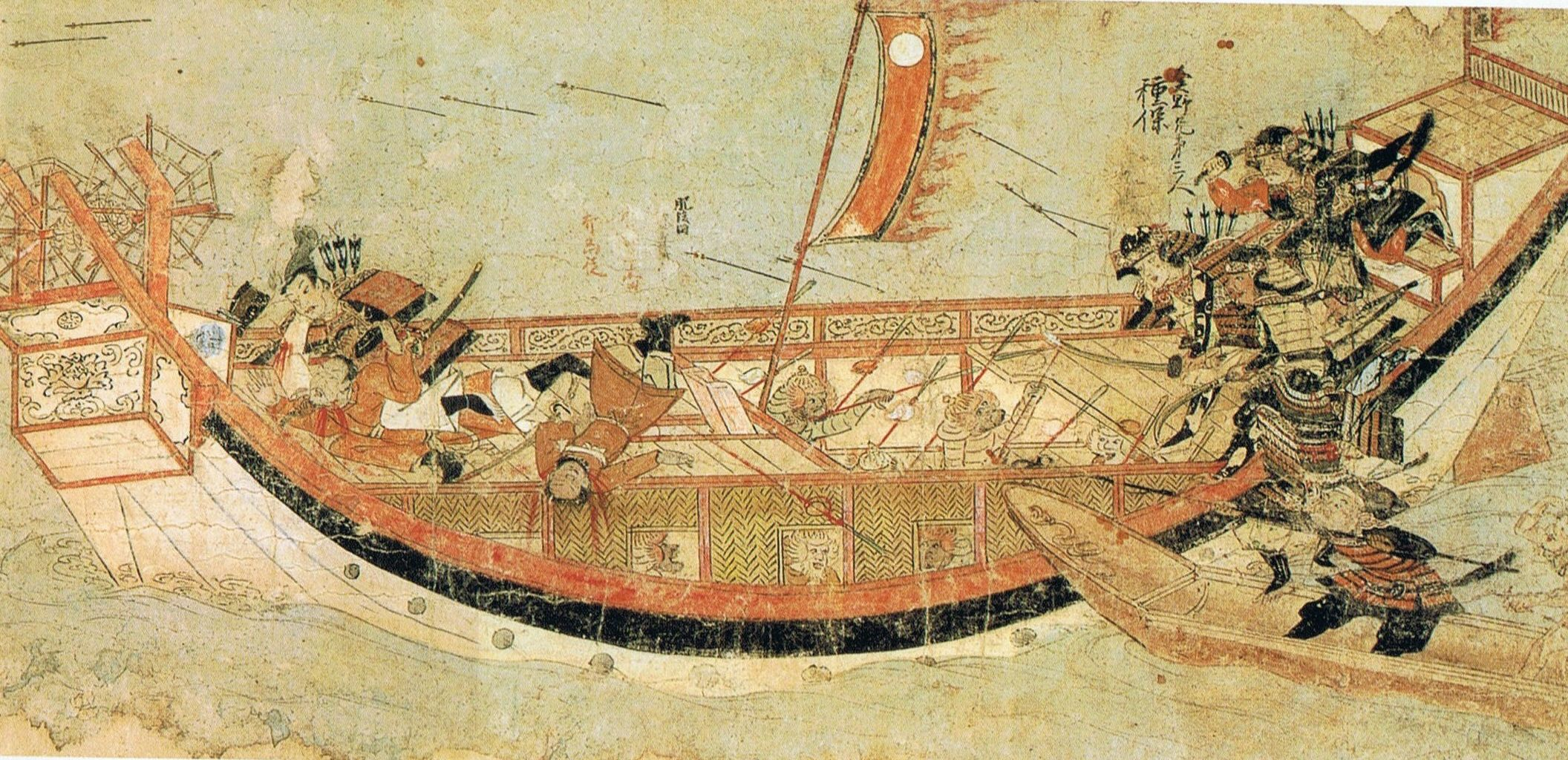
Des samouraïs japonais abordant des navires mongols en 1281., vers 1293.

Au printemps 1281, bien que l'armée du Sud (la flotte chinoise), composée de 100.000 hommes, soit retardée par des difficultés pour approvisionner son grand nombre de navires, l'armée de l'Est (la flotte coréenne) prend la mer avec 40.000 hommes et débarque à Tsushima et Iki. Dans la composition de l'armée se trouvent également des artisans en grand nombre, confirmant ici un objectif clair : s'installer et préparer l'occupation du Japon de longue durée. 
L'armée de l'Est tente de débarquer sur l'île de Shikanoshima. Elle subit de lourdes pertes face aux shugo Ōtomo no Yasuyori et , Adachi Morimune et se replie pour attendre les renforts du Sud, d'abord au large de Hakata, puis au large de l'île de Takashima, à cause du harcèlement des Japonais qui abordent et incendient les navires à l'aide de petites embarcations[réf. nécessaire]. Dans la baie de Hakata, la flotte coréenne commence à débarquer les troupes sans attendre l'arrivée de la flotte chinoise. Les premiers mois présentent quelques combats sporadiques et l'armée reste bloquée par les murs des défenses japonaises. Cette situation ne leur permet pas de déployer leur cavalerie. 

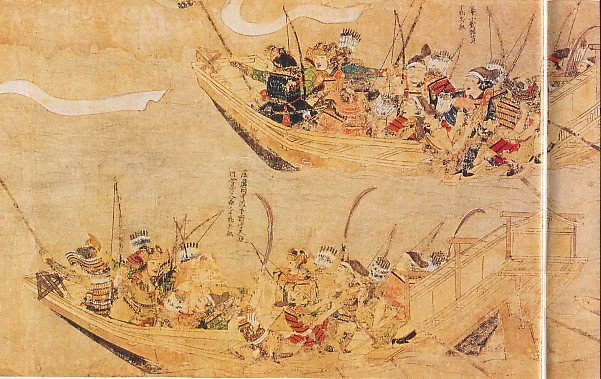
Bateaux d'attaque japonais., vers 1293.

La flotte chinoise arrive au cours de l'été. Les deux forces combinées prennent l'île d'Iki et se rendent à Kyūshū, où elles débarquent en plusieurs endroits. Au cours d'une série d'escarmouches séparées, connues collectivement sous le nom de bataille de Kōan (弘安の役), ou de seconde bataille de la baie de Hakata, les forces mongoles sont repoussées jusqu'à leurs navires.
L'armée japonaise est toujours largement dépassée en nombre, mais elle a fortifié la ligne de côte et se trouve facilement capable de repousser les forces auxiliaires lancées contre elle, tandis que des bateaux japonais harcèlent la flotte, obligeant l'armée à rester à bord des navires. Durant deux jours à compter du 15 août, le célèbre typhon Kamikaze dévaste les côtes de Kyūshū, et détruit la majeure partie de la flotte mongole, mettant ainsi fin à la deuxième tentative d'invasion.
De nombreux historiens considèrent que la destruction de la flotte mongole a été grandement facilitée par l'utilisation de bateaux fluviaux chinois à fond plat qui constituent la plus grande partie de ses unités, et que si Koubilaï avait utilisé des navires de haute mer, dotés d'une quille pour éviter le chavirement, sa flotte aurait en grande partie survécu à la tempête. Certains d'entre eux pensent également que des défauts de fabrication (plus ou moins volontaires) des navires spécialement construits pour l'expédition, et imputés notamment aux charpentiers de marine chinois, sont à l'origine du naufrage.

### Conséquences

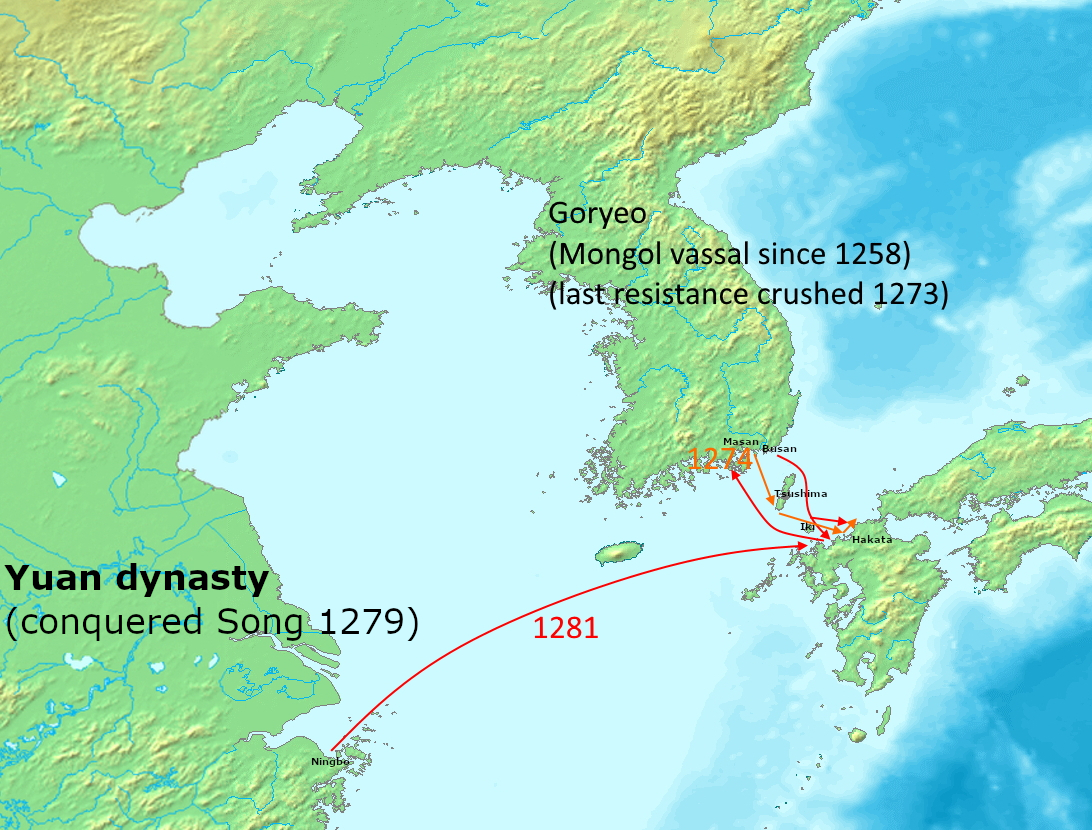
Carte résumant le parcours des différentes invasions.

L'invasion de 1281 affiche de très lourdes pertes. Sur les 140.000 hommes déployés, 30.000 reviennent. Koubilaï Khan, après avoir envisagé une nouvelle tentative en 1284, doit renoncer à cause des troubles en Asie du Sud-Est. Cependant, la dynastie Yuan continue d'envisager une troisième expédition pendant près d'un demi-siècle après cette défaite, mais les troubles internes et les jacqueries en Chine empêchent la concrétisation de tels projets.
Le Japon échappe donc à l'invasion mongole, mais la victoire lui coûte cher. Louis Frédéric note à ce sujet qu'en l'absence de sentiment national, les guerriers ne combattent que pour le profit et que le bakufu, « épuisé par l'effort de défense, se révèle incapable de récompenser ses vassaux », et que certains de ceux-ci se voient obligés de céder des terres à des hommes ne faisant pas partie de la classe des bushi.
Paradoxalement, les invasions mongoles marquent l'apogée mais aussi le début du déclin du shogunat de Kamakura.
Le bakufu, tentant d'empêcher ce phénomène contraire aux lois du Jōei Shikimoku, s'aliène encore plus les samouraïs, pendant qu'une classe de marchands et d'artisans enrichis grâce à la guerre émerge. L'effondrement de l'économie au profit d'une classe de prêteurs sur gage ainsi que les taxes supplémentaires pour améliorer les défenses du pays causent des troubles et entraînent l'instabilité du bakufu, permettant à l'empereur Go-Daigo de faire chuter le shogunat de Kamakura et d'amorcer la restauration de Kenmu.

## Sources historiques
La première mention en Occident des tentatives d'invasion du Japon par les Mongols est rapportée par Le Livre de Marco Polo, de façon factuelle et précise.
Les sources orientales sont le Yuan Shi (« Histoire des Yuan »), chronique officielle de la dynastie Yuan fondée par les Mongols, et le Hachiman gudōkun (八幡愚童訓), conçu par les Japonais en hommage au kami de la guerre Hachiman. Enfin, un emaki japonais de la fin du XIIIe siècle, les Rouleaux illustrés des invasions mongoles, apporte un point de vue iconographique interne à la guerre, car centré sur les exploits d'un simple samouraï. Mis à part ces matériaux, il n'existe que des sources fragmentaires mentionnant l'événement comme des biographies familiales ou des écrits du moine Nichiren, qui avait prédit dans une certaine mesure l'invasion,.

## Dans la culture
- Les invasions mongoles du Japon sont le sujet de l'extension Invasion mongole du jeu Shogun: Total War. Cette campagne uchronique décrit une situation dans laquelle l'invasion mongole n'aurait pas été mise en déroute par les typhons.
- Le jeu vidéo Ghost of Tsushima est fondé sur l'histoire de la première invasion (1274) mongole du Japon.
- Un chant militaire japonais de la fin du XIXe siècle parle de ces invasions, il se nomme 元寇 (ja) (Genkō).
- Le roman jeunesse Le sabre du Samouraï, paru aux éditions Oskar, de l'autrice Karine Yoakim Pasquier, retrace cet événement historique.